# Wilhelm Fahlbusch (Theologe)
Wilhelm Fahlbusch (* 8. Oktober 1929 in Göttingen; † 9. August 2014) war ein deutscher lutherischer Theologe, Pfarrer und Professor für Systematische Theologie, 1979 bis 1985 Rektor, der Evangelischen Fachhochschule Hannover.

## Leben
Wilhelm Fahlbusch war von 1957 bis 1960 Vikar in der evangelischen Studentengemeinde Göttingen und absolvierte vom 15. März bis 17. März 1960 das 2. Theologische Examen. Am 3. April 1960 wurde  Fahlbusch in der Evangelisch-lutherischen St. Martini-Kirche in Dransfeld durch Landessuperintendent Lothar Stark zum Pastor ordiniert. Vom 1. Mai 1960 war er Pastor der Evangelisch-lutherischen Kirchengemeinde Bremke bei Göttingen mit dem Zusatzauftrag Freizeiten und Seminare für Angehörige des Bundesgrenzschutzes zu veranstalten.
Für seinen Zuzug nach Hannover nahm er in der Nachkriegszeit mit seiner Familie Wohnung in Ahlem in einem Acht-Familien-Wohnhaus einer Neubausiedlung in der Straße Am Lebersood, von wo aus er regelmäßig zu seiner Hauptdienststelle vom Männerwerk in der Wedekindstraße fuhr.  1962 wurde er zur Mitarbeit in der Männerarbeit berufen und ab dem 1. September 1963 als Landessozialpfarrer der Hannoverschen Landeskirche berufen und war zugleich Mitglied der Studienleitung der Evangelischen Akademie Loccum. Von 1968 bis 1978 war Fahlbusch Vorsitzender des Kirchlichen Dienstes in der Arbeitswelt (KDA) in der EKD. 1973 wird er Leiter des Planungsstabes für den Fachbereich Diakonie und Religionspädagogik an der evangelischen Fachhochschule Hannover, ab 1974 wirkte er dort als Professor für Systematische Theologie und Sozialethik. Von 1976 bis 1979 zudem als Prorektor und 1979 bis 1985 als Rektor der Evangelischen Fachhochschule Hannover, in dieser Funktion war er Mitglied der Deutschen Fachhochschulkonferenz. Von 1990 bis 1995 war er Leiter des Instituts für praxisbezogene Forschung der Ev. Fachhochschule. Seit 1995 war er im Ruhestand. Er war Mitglied der hannoverschen Landessynode. Von 1985 bis 1991 war Wilhelm Fahlbusch Mitglied der EKD-Kammer für Bildung und Erziehung.
Von 1977 bis 1991 war er Herausgeber der Zeitschrift „Botschaft und Dienst – Zeitschrift für Erwachsenenbildung“ der Männerarbeit der EKD.
Wilhelm Fahlbusch war  Vorstandsmitglied der Evangelischen Sozialakademie Friedewald.
Zu seinem 90. Geburtstag plante die Fakultät V der Fachhochschule, Professor Dieter Weber, in Verbindung mit dem Kirchlichen Dienst in der Arbeitswelt im Haus kirchlicher Dienste der Landeskirche Hannovers und dem Direktor a. D. des heutigen Haus kirchlicher Dienste  Pastor i. R. Hans Joachim Schliep unter dem Titel „Wilhelm Fahlbusch – weiterdenken“ im April 2020 ein Symposium, welches wegen der Covid-19 verschoben werden musste.

## Auszeichnungen
- 1989: Bundesverdienstkreuz 1. Klasse[3]

## Schriften
- Evangelische Kirche und Arbeiterschaft, Lutherisches Verlagshaus, Hannover 1984, ISBN 3-87502-248-3
- mit Horst Exner (Hrsg.): Einblicke: Festgabe der Evangelischen Fachhochschule Hannover für D. Hans Philipp Meyer, Hannover 1984
- mit Dieter Aschenbrenner: Geht das Eigentliche verloren? Der Einfluss der Humanwissenschaften in der Kirche, Lutherisches Verlagshaus, Hannover 1985, ISBN 3-87502-255-6
- mit Hartmut Przybylski, Wolfgang Schröter: Arbeit ist nicht alles: Versuche zu einer Ethik der Zukunft, SWI, Bochum 1987, ISBN 3-925895-10-8
- mit Karl Heinz Becker, Walter Sohn: Christus in der Arbeitswelt: theologische Grundsätze des Kirchlichen Dienstes in der Arbeitswelt (KDA), Lutherisches Verlagshaus, Hannover 1988, ISBN 3-7859-0569-6
- als Herausgeber im Auftrag der Männerarbeit der EKD: Dialoge statt Kriege: Verständigung zwischen den Religionen – eine Voraussetzung des Friedens, Kirche und Mann, Frankfurt am Main 1991